# IC 3484
IC 3484 ist eine Spiralgalaxie vom Hubble-Typ Sc im Sternbild Coma Berenices am Nordsternhimmel. Sie ist schätzungsweise 356 Millionen Lichtjahre von der Milchstraße entfernt und hat einen Durchmesser von etwa 10.000 Lichtjahren. Die Galaxie ist unter der Katalognummer VCC 1476 als Mitglied des Virgo-Galaxienhaufens gelistet, ist dafür jedoch zu weit entfernt.

Im selben Himmelsareal befinden sich u. a. die Galaxien NGC 4539, IC 3433, IC 3448, IC 3530.
Das Objekt wurde am 7. Mai 1904 von dem US-amerikanischen Astronomen Royal Harwood Frost entdeckt.